# 巨山ジャパン
巨山ジャパン株式会社（きょさんジャパン）は、埼玉県川口市三ツ和に本社を置く韓国系の輸出入総合商社。

## 概要
日本国内外における生産拠点からの輸出入を行う総合商社である。輸出入品目は大きく分けて「自動車用品」「繊維製品」「産業資材」の3品目で、内訳は品目資材および各種加工製品となっており、日本国内の各製造拠点へ輸入した資材を各種加工製品として加工・販売を行い、カーホイール、中古自動車、中古ピアノなどを中心に、各種商品を主に韓国や中国へ輸出している。

## ネットショッピングへの進出
ウェブ上に複数の通販サイトを置き、主に韓国より輸入した商品の通販事業を行っている。これは韓国政府の対日貿易赤字解消のための政策の一環であり、韓国企業41社の79製品を巨山ジャパンが楽天市場に入店したインターネットショッピングモールにて代表して取り扱う形で行われている。
インターネットショッピングモールで発生する商品取引やコールセンター、配送、決済、アフターサービスなどすべての業務を巨山ジャパンが代行することで、流通コストや入店費用の負担を軽減している。